# 이형익
이형익(李馨益, ? ~ ?)은 조선 후기의 의원이다.

## 생애
조선 충청도 예산현(現 대한민국 충청남도 예산군 대흥면)에서 태어났다. 인조의 후궁인 귀인 조씨와의 모의 하에 소현세자를 독살한 것으로 추측되고 있다.

## 관련 작품

### 드라마
- 《일지매》 (2008년, SBS, 나기수)
- 《최강칠우》 (2008년, KBS2, 유병준)
- 《마의》 (2012년, MBC, 조덕현)
- 《궁중잔혹사: 꽃들의 전쟁》 (2013년, JTBC, 손병호)
- 《화정》 (2015년, MBC, 이병욱)